# Aghitu
Aghitu (in armeno Աղիտու; precedentemente Agudi/Aghudi) è un comune dell'Armenia, precisamente della provincia di Syunik; nel 2010, ovvero nell'ultimo censimento, si contavano 304 abitanti.